# Monts Avima
Monts Avima är en bergskedja i Kongo-Brazzaville. Den ligger i departementet Sangha, i den nordvästra delen av landet, 700 km norr om huvudstaden Brazzaville. Den täcks av glesbefolkad regnskog och är rik på järnmalm. Företaget Avima Fer drev ett gruvprojekt från 2007, men staten överförde tillståndet till Sangha Mining Development Sasu 2020, varpå Avima Fer inledde en rättsprocess.